# Seema Biswas
Seema Biswas (14 de enero de 1965 ( en Nalbari, Assam) es una (57 años) actriz de cine y teatro nacida en La India que logró prominencia por su interpretación de Phoolan Devi en la película Bandit Queen (1994) de Shekhar Kapur. En su carrera ha interpretado en su mayoría a personajes de fuerte carácter y personalidad. Biswas ganó el premio nacional de cine en 1996 como mejor actriz por Bandit Queen. Ganó el premio de la academia Sangeet Natak en el año 2000 y el premio Genie en 2006 por su papel de Shakuntala en la película Water (2005) de Deepa Mehta.

## Vida personal y educación
Biswas nació en Nalbari, Assam. Su madre, una fuerte influencia para Biswas, era profesora de historia y una figura en el campo del arte en Assam, por lo que Seema tuvo contacto en su niñez con grandes figuras del arte como Bhupen Hazarika, Phani Sarma y Bishnuprasad Rabha. Estudió ciencias políticas en la universidad de Nalbari y más tarde se unió a la Escuela Nacional de Artes Dramáticas de Nueva Delhi. Después de graduarse en 1984 se unió a la compañía de teatro en la misma escuela, donde desarrolló un gran talento para la actuación.

## Carrera
Seema Biswas interpretó el papel de heroína en la película Amshini de Krishnan Kartha, la cual fue presentada en la selección de cine de Filmotsav en 1988. Sin embargo la creencia popular sostiene que Biswas debutó tras haber sido descubierta por Shekhar Kapur luego de ver una de sus obras de teatro, ofreciéndole un papel en la película Bandit Queen. Aunque Seema había actuado en algunas producciones de cine en idioma asamés, su participación en Bandit Queen fue su primera incursión en el cine hindi, logrando reconocimiento casi inmediato en el ambiente de Bollywood.
Dadas sus raíces teatrales, Biswas nunca quiso ser encasillada en un mismo tipo de personaje, por lo que desarrolló una gran versatilidad a la hora de actuar. Además trabajó en películas en marathi, malayo y tamil. Algunas de sus películas en marathi incluyen Bindhast, Dhyaas Parwa y Lalbaug-Parel.
Fue honrada con la membresía vitalicia en el Club de la Academia Asiática Internacional de Cine y Televisión por el director Sandeep Marwah.
En 2014, Seema Biswas fue incluida en el prestigioso jurado de cinco personas en la edición 45 del Festival Internacional de Cine de La India (IFFI), que se llevó a cabo del 20 al 30 de noviembre en Goa.

## Premios y reconocimientos

### Premios al Cine Nacional de La India
- 1995: Ganadora: Mejor actriz por Bandit Queen

### Premios Filmfare
- 1997: Ganadora: Mejor debut

### Premios Star Screen
- 1997: Ganadora: Mejor actriz de reparto por Khamoshi: The Musical
- 2003: Nominada: Mejor actriz de reparto por Company
- 2004: Nominada: Mejor actriz de reparto por Bhoot

### Premios de la academia Sangeet Natak
- 2001 - Premio Sangeet Natak Akademi

### Premios Genie/Canadian Screen
- Premios Genie 2006: Ganadora: Mejor actriz por Water
- Canadian Screen Awards 2013: Ganadora: Mejor actriz de reparto por Midnight's Children